# Pokolbin
Pokolbin är en del av en befolkad plats i Australien. Den ligger i kommunen Cessnock och delstaten New South Wales, i den sydöstra delen av landet, omkring 120 kilometer norr om delstatshuvudstaden Sydney. Antalet invånare är 624.
Närmaste större samhälle är Cessnock, nära Pokolbin. 
I omgivningarna runt Pokolbin växer huvudsakligen savannskog. Runt Pokolbin är det ganska glesbefolkat, med 25 invånare per kvadratkilometer. Genomsnittlig årsnederbörd är 1 149 millimeter. Den regnigaste månaden är februari, med i genomsnitt 197 mm nederbörd, och den torraste är juli, med 41 mm nederbörd.